# UFC 199
UFC 199: Rockhold vs. Bisping 2 è stato un evento di arti marziali miste tenuto dalla Ultimate Fighting Championship svolto il 4 giugno 2016 al The Forum di Inglewood, Stati Uniti.

## Retroscena
Questo è stato il primo evento organizzato dalla UFC in questo palazzetto, ed il quinto organizzato nella Contea di Los Angeles. Precedentemente gli eventi si svolgevano allo Staples Center.
Nel main event avrebbero dovuto affrontarsi in un rematch valido per il titolo dei pesi medi UFC, l'attuale campione Luke Rockhold e l'ex campione Chris Weidman. Il primo incontro si svolse a UFC 194, quando Rockhold sconfisse Weidman per KO tecnico divenendo il nuovo detentore del titolo. Tuttavia, Weidman venne rimosso dall'incontro il 17 maggio a causa di un'ernia sul collo. Il primo sostituto doveva essere l'ex campione Strikeforce dei pesi medi Ronaldo Souza, ma quest'ultimo si infortunò al menisco durante il match contro Vítor Belfort ad UFC 198. Al suo posto venne inserito Michael Bisping, che aveva già affrontato Rockhold in passato, perdendo il match per sottomissione.
Nel co-main event si affrontarono per la terza volta in un match valido per il titolo dei pesi gallo UFC, il due volte campione dei pesi gallo Dominick Cruz e l'ex campione WEC dei pesi piuma Urijah Faber. I due si affrontarono per la prima volta nella categoria dei pesi piuma all'evento WEC 26 del 2007, quando Faber sconfisse Cruz con una ghigliottina e mantenne il titolo. Il rematch venne effettuato a UFC 132 nel 2011, dove Cruz sconfisse Faber per decisione unanime e difese il titolo.
L'incontro di pesi leggeri tra Evan Dunham e il vincitore della seconda stagione del reality show The Ultimate Fighter: Brazil Leonardo Santos, doveva svolgersi per l'evento UFC 198 ma a causa di in infortunio minore da parte di Dunham, il match venne spostato per questo evento. Successivamente, il 29 aprile, Santos venne rimosso dalla card per infortunio e rimpiazzato da James Vick. Di conseguenza, Dunham venne tolto dalla card il 5 maggio per dare spazio a Beneil Dariush.
A gennaio del 2016, l'ex campione dei pesi Leggeri e Welter UFC B.J. Penn annunciò il suo ritorno nelle MMA dopo 18 mesi di "ritiro" per l'evento UFC 197. Tuttavia, il ritorno di Penn venne rallentato da un'accusa penale rivolta contro di lui. Dopo alcuni accertamenti, si scoprì che le accuse erano infondate e quindi la UFC annunciò il ritorno di Penn per questo evento contro Dennis Siver. Il 10 maggio, però, Siver si infortunò ed al suo posto venne inserito Cole Miller. Successivamente, Penn stesso venne rimosso dalla card il 23 maggio per una potenziale violazione del codice anti-doping, quindi fu rimpiazzato da Alex Caceres.
L'incontro di pesi leggeri tra Johh Makdessi e Mehdi Baghdad venne inizialmente organizzato per questo evento, ma il 28 aprile fu annunciato lo spostamento del match per l'evento UFC Fight Night: dos Santos vs. Alvarez a luglio, probabilmente per rinforzare la card.
Per la prima volta in UFC, i lottatori effettuarono la cerimonia del peso la mattina alle dieci invece dell'orario tradizionale delle quattro di pomeriggio, in modo da dare maggior tempo ai lottatori per ridradarsi.
Durante la messa in onda dell'evento, la UFC annunciò che il vincitore del torneo UFC 8 e Ultimate Ultimate 1996 Don Frye verrà introdotto nella Hall of Fame durante l'International Fight Week a luglio.

## Risultati
|                                                   | Divisione         |                        |                 |                   | Metodo                                      | Round           | Tempo           | Premio          |
| Card Principale                                   | Card Principale   | Card Principale        | Card Principale | Card Principale   | Card Principale                             | Card Principale | Card Principale | Card Principale |
| ------------------------------------------------- | ----------------- | ---------------------- | --------------- | ----------------- | ------------------------------------------- | --------------- | --------------- | --------------- |
| Sfida valida per il titolo di campione indiscusso | Pesi Medi         | Michael Bisping        | batte           | Luke Rockhold (c) | KO (pugni)                                  | 1               | 3:36            | POTN            |
| Sfida valida per il titolo di campione indiscusso | Pesi Gallo        | Dominick Cruz (c)      | batte           | Urijah Faber      | Decisione unanime (50-45, 50-45, 49-46)     | 5               | 5:00            |                 |
|                                                   | Pesi Piuma        | Max Holloway           | batte           | Ricardo Lamas     | Decisione unanime (30-27, 30-27, 30-27)     | 3               | 5:00            |                 |
|                                                   | Pesi Medi         | Dan Henderson          | batte           | Hector Lombard    | KO (calcio alla testa e gomitate)           | 2               | 1:27            | POTN            |
|                                                   | Pesi Leggeri      | Dustin Poirier         | batte           | Bobby Green       | KO Tecnico (pugni)                          | 1               | 2:53            |                 |
| Card Preliminare (Fox Sports 1)                   |                   |                        |                 |                   |                                             |                 |                 |                 |
|                                                   | Pesi Piuma        | Brian Ortega           | batte           | Clay Guida        | KO Tecnico (ginocchiata)                    | 3               | 4:40            |                 |
|                                                   | Pesi Leggeri      | Beneil Dariush         | batte           | James Vick        | KO (pugno)                                  | 1               | 4:16            |                 |
|                                                   | Pesi Paglia (F)   | Jéssica Andrade        | batte           | Jessica Penne     | KO Tecnico (pugni)                          | 2               | 2:56            |                 |
|                                                   | Pesi Piuma        | Alex Caceres           | batte           | Cole Miller       | Decisione unanime (30-27, 29-28, 29-28)     | 3               | 5:00            |                 |
| Card Preliminare (UFC Fight Pass)                 |                   |                        |                 |                   |                                             |                 |                 |                 |
|                                                   | Pesi Welter       | Sean Strickland        | batte           | Tom Breese        | Decisione non unanime (29-28, 28-29, 29-28) | 3               | 5:00            |                 |
|                                                   | Pesi Mediomassimi | Luís Henrique da Silva | batte           | Jonathan Wilson   | KO Tecnico (pugni)                          | 2               | 4:11            |                 |
|                                                   | Pesi Medi         | Kevin Casey            | batte           | Elvis Mutapcic    | Parità non unanime (29-28, 28-29, 28-28)    | 3               | 5:00            |                 |
|                                                   | Pesi Leggeri      | Marco Polo Reyes       | batte           | Dong Hyun Kim     | KO (pugni)                                  | 3               | 1:52            | FOTN            |

## Premi
I lottatori premiati ricevettero un bonus di 50.000 dollari.
Legenda:
- FOTN: Fight of the Night (vengono premiati entrambi gli atleti per il miglior incontro dell'evento)
- POTN: Performance of the Night (viene premiato il vincitore per la migliore performance dell'evento)

## Incontri Annullati
|                                                   | Divisione    |                   |        |                 | Motivo                                                        |
| ------------------------------------------------- | ------------ | ----------------- | ------ | --------------- | ------------------------------------------------------------- |
| Sfida valida per il titolo di campione indiscusso | Pesi Medi    | Luke Rockhold (c) | contro | Chris Weidman   | Weidman ebbe un problema di ernia                             |
| Sfida valida per il titolo di campione indiscusso | Pesi Medi    | Luke Rockhold (c) | contro | Ronaldo Souza   | Souza subì un infortunio                                      |
|                                                   | Pesi Leggeri | Evan Dunham       | contro | Leonardo Santos | Santos subì un infortunio                                     |
|                                                   | Pesi Leggeri | Evan Dunham       | contro | James Vick      | Dunham venne rimosso dalla card                               |
|                                                   | Pesi Piuma   | B.J. Penn         | contro | Dennis Siver    | Siver subì un infortunio                                      |
|                                                   | Pesi Piuma   | B.J. Penn         | contro | Cole Miller     | Probabile violazione delle leggi anti-doping da parte di Penn |
|                                                   | Pesi Leggeri | John Makdessi     | contro | Mehdi Baghdad   | L'incontro venne spostato per un altro evento                 |